# 布唐库尔 (瓦兹省)
布唐库尔（法語：Boutencourt，法語發音：[butɑ̃kuʁ]）是法国瓦兹省的一个市镇，属于博韦区。

## 地理
布唐库尔（49°19'12"N, 1°51'31"E）面积7.51 平方千米，位于法国上法蘭西大區瓦兹省，该省份为法国北部内陆省份，北起索姆省，西接厄尔省和滨海塞纳省，南至塞纳-马恩省和瓦兹河谷省，东临埃纳省。
与布唐库尔接壤的市镇（或旧市镇、城区）包括：埃南库尔莱阿日、弗拉瓦库尔、雅梅里库尔、拉博斯、波尔舍、蒂比维莱尔、勒沃曼。

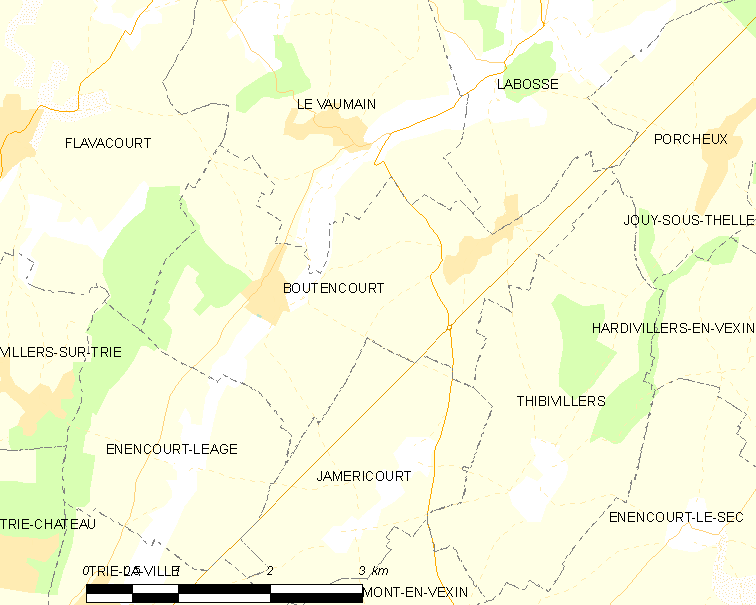
的OSM定位图

布唐库尔的时区为UTC+01:00、UTC+02:00（夏令时）。

## 行政
布唐库尔的邮政编码为60590，INSEE市镇编码为60097。

## 政治
布唐库尔所属的省级选区为韦克桑地区肖蒙县。

## 人口

1962-2008年间人口变化图示

布唐库尔于2022年1月1日时的人口数量为215人。